# Kobieta o rozciętych ustach
Kobieta o rozciętych ustach (jap. Kuchisake-onna) – japoński film grozy z 2007 roku. Film nawiązuje do postaci Kuchisake-onna z japońskich legend.

## Opis fabuły
Małe japońskie miasteczko prześladowane jest przez ducha kobiety  o rozciętej twarzy. Kobieta ubrana w długi płaszcz i maskę chirurgiczną w okrutny sposób morduje dzieci przy użyciu nożyczek.

## Obsada
- Eriko Satō – Kyôko Yamashita
- Haruhiko Kato – Noboru Matsuzaki
- Chiharu Kawai – Mayumi Sasaki
- Rie Kuwana – Mika Sasaki
- Kazuyuki Matsuzawa – Hideo Tamura
- Kaori Sakagami – Saori Tamura
- Sakina Kuwae – Natsuki Tamura
- Yûto Kawase – Masatoshi Kita
- Ryoko Takizawa – Kazuko Yoshida
- Saaya Irie – Shiho Nakajima
- Mei Tanaka – Yukiko Yoshida
- Aoi Shimoyama – Shingo Kuwabata
- Yūrei Yanagi – detektyw Kubo
- Kôichirô Nishi – Kyôko's Ex-Husband
- Hiroto Itô – młody Noboru Matsuzaki
- Ayu Kanesaki – Ai Ôno
- Miki Mizuno – Taeko Matsuzaki/Kuchisake-onna